# Лорел-Гілл (Вірджинія)
Лорел-Гілл (англ. Laurel Hill) — переписна місцевість (CDP) в США, в окрузі Ферфакс штату Вірджинія. Населення — 8307 осіб (2020).

## Географія
Лорел-Гілл розташований за координатами 38°42′21″ пн. ш. 77°14′35″ зх. д. / 38.70583° пн. ш. 77.24306° зх. д. (38.705889, -77.243059).  За даними Бюро перепису населення США в 2010 році переписна місцевість мала площу 11,73 км², з яких 11,55 км² — суходіл та 0,18 км² — водойми.

## Демографія
Згідно з переписом 2010 року, у переписній місцевості мешкало 6855 осіб у 2259 домогосподарствах у складі 1759 родин. Густота населення становила 585 осіб/км².  Було 2312 помешкання (197/км²).
Расовий склад населення:
| - 40,8 % — білих - 30,7 % — азіатів - 19,8 % — чорних або афроамериканців - 0,3 % — корінних американців - 0,1 % — вихідців з тихоокеанських островів - 2,2 % — осіб інших рас |

До двох чи більше рас належало 6,1 %. Частка іспаномовних становила 8,4 % від усіх жителів.
За віковим діапазоном населення розподілялося таким чином: 29,9 % — особи молодші 18 років, 64,3 % — особи у віці 18—64 років, 5,8 % — особи у віці 65 років та старші. Медіана віку мешканця становила 36,1 року. На 100 осіб жіночої статі у переписній місцевості припадало 91,2 чоловіків;  на 100 жінок у віці від 18 років та старших — 86,1 чоловіків також старших 18 років.
Середній дохід на одне домашнє господарство  становив 140 753 долари США (медіана — 118 515), а середній дохід на одну сім'ю — 149 307 доларів (медіана — 130 542). Медіана доходів становила 91 625 доларів для чоловіків та 70 189 доларів для жінок. За межею бідності перебувало 2,8 % осіб, у тому числі 4,5 % дітей у віці до 18 років та 0,0 % осіб у віці 65 років та старших.
Цивільне працевлаштоване населення становило 3979 осіб. Основні галузі зайнятості: науковці, спеціалісти, менеджери — 21,6 %, освіта, охорона здоров'я та соціальна допомога — 17,9 %, публічна адміністрація — 16,8 %.